# María Maricón
María Maricón es una obra de teatro peruana  de carácter testimonial creada por Gabriel Cárdenas, inspirada en la figura de Giuseppe Campuzano.
Originalmente programada para el Festival Saliendo de la Caja de la PUCP en enero de 2025, su estreno fue cancelado debido a las quejas de organizaciones católicas, instituciones gubernamentales y locales, y agrupaciones políticas conservadoras que llevaron a la suspensión del festival. Dos meses después de la controversia, la obra se estrenó en el mismo festival bajo el título de Gabriel antes de presentarse con su título original en la casa Yuyachkani en el mes de junio.

## Argumento
María Maricón relata las vivencias del autor desde su niñez, sus inicios en la marinera y en el cristianismo, hasta el acoso homofóbico que padeció desde los 11 años. Combinando textos religiosos y populares con cantos y danzas folklóricas del Perú, la obra realiza una exploración entre lo religioso y el género, a través de la deconstrucción de las figuras de diferentes vírgenes y santas católicas.

## Reparto
Las personas que realizan la perfomance para su estreno son:
- Michael Betalleluz
- Paul Lazo
- Wedner Velásquez
- Santiago Montoya

## Controversia
El estreno de esta obra estaba programado para el 30 de enero de 2025 durante la celebración del 24º Festival Saliendo de la Caja de la Pontifica Universidad Católica del Perú (PUCP). El cartel promocional mostraba al protagonista con atributos que recuerdan a las imágenes religiosas (Virgen María), imagen que fue difundida por redes sociales generando el rechazo de varios sectores de la población peruana, profundamente religiosa y católica.
El 14 de enero, el Ministerio de Cultura (Mincul) emitió un comunicado donde cuestionó el uso de los símbolos religiosos y anunció medidas correctivas para los responsables de la obra. Así mismo, la Municipalidad de San Isidro exigió el retiro de la obra, que se estrenaría en instalaciones ubicadas en dicho distrito. Ese mismo día, Rafael López Aliaga, alcalde de Lima, calificó la obra de «blasfemia» y declaró que era «una afrenta gravísima a los católicos». A las críticas y pedidos de cancelación se sumaron los congresistas José Cueto, Alejandro Muñante y Patricia Chirinos, quienes publicaron sendos mensajes de rechazo en sus redes sociales, así como la Conferencia Episcopal del Perú.
Por su parte, Cárdenas defendió el contenido de la obra, negó la ofensa a la fe católica y argumentó que el argumento es una experiencia personal con lo que él considera la religión. Sin embargo, el 15 de enero la universidad decidió suspender su festival de artes con un comunicado donde se unía al rechazo del contenido de la obra por considerarla «inapropiada» y pedía disculpas.
El 15 de enero, el ministro de Cultura, Fabricio Valencia, confirmó la renuncia de la directora general de Industrias Culturales y Artes de dicho gabinete, quien previamente había emitido la resolución que calificaba a la obra como «espectáculo público cultural no deportivo» y la eximía de impuestos como el IGV y el impuesto a la renta, misma que posteriormente fue declarada como nula.